# TV Plus
TV Plus var en kortlivad svensk betal-TV-kanal.
En föregångare till TV Plus var "Filmkanalen" som sändes i Televerket Kabel-TV:s tilläggsutbud i några år. Bakom Filmkanalen stod företaget Skylink (med British Telecom som intressent) och Home Video Channel. Hösten 1988 tog Esselte över Filmkanalen.
TV Plus startades av Esselte/FilmNet och skulle komplettera FilmNet med ett svenskare utbud. Kanalen fick in pengar via abonnemang och sände i huvudsak filmer och TV-serier på kvällstid. Sändningarna startade den 12 januari 1989 i Televerket kabel-TV.
När kanalen lanserades fanns redan FilmNet som betalkanal i Sverige. Senare samma år startade både TV1000 och SF Succé.
TV Plus klarade sig inte i den hårdnande konkurrensen och lockade för få abonnenter, varför ägaren i januari 1990 bestämde att kanalen skulle läggas ner. Kanalen slutade sända den 1 april 1990. Vid nedläggningen rapporterades det att kanalen hade 10 000 abonnenter.